# 湖南省工业和信息化厅
湖南省工业和信息化厅是中华人民共和国湖南省人民政府负责推进湖南省信息化和工业化的组成部门。

## 厅领导

### 行政领导
- 厅长：雷绍业
- 副厅长：杨亲鹏、黄宝林、张治平、彭涛、毛六平
- 总经济师：熊琛
- 监察组长：石峰岗
- 总工程师：黄学工
- 一级巡视员：黄学工、殷林波、宁建业
- 二级巡视员：廖廷球、吴毅龙

### 党组领导
- 书记：雷绍业
- 副书记：杨亲鹏
- 纪检组长：石峰岗
- 成员：黄宝林、熊琛、石峰岗、彭涛、毛六平

## 机构设置

### 委机关内设机构
- 办公室
- 综合研究室
- 法规处
- 产业政策处
- 经济运行调节处
- 投资规划处
- 科技处
- 节能与综合利用处
- 能源运行处（电力处）
- 交通处
- 原材料工业处
- 消费品工业处（医药食品处）
- 装备工业处
- 中小企业局（对外称湖南省中小企业局）
- 电子通信产业处
- 软件和信息服务业处
- 信息化推进处（省国防动员委员会信息动员办公室）
- 电子政务和信息安全处
- 教育培训处
- 维护企业稳定工作办公室
- 人事处
- 离退休人员管理服务处
- 机关党委[1]

### 直属机构
- 湖南省无线电监测站
- 湖南信息职业技术学院
- 省节能监察中心(省节能技术服务中心)
- 湖南省经贸信息中心
- 湖南省信息技术培训中心
- 湖南省电子产品检测分析所
- 省中小企业服务中心
- 省铁路专用线运输管理服务办公室
- 省新技术推广站(省企业技术创新服务中心)
- 省企业经营人才培训中心
- 湖南省无线电设备检测中心
- 湖南省中小企业信用担保有限责任公司
- 湖南省电子研究所
- 湖南省经济技术投资担保公司
- 机关生活服务中心
- 湖南省中小企业信用担保有限责任公司[2]

### 省直行业办公室
- 湖南省机械行业管理办公室
- 湖南省纺织行业管理办公室
- 湖南省石油化学行业管理办公室
- 湖南省建筑材料行业管理办公室
- 湖南省冶金行业管理办公室
- 湖南省轻工行业管理办公室[3]